# Nan Aye Khine
Nan Aye Khine (* 19. September 1976) ist eine ehemalige myanmarische Gewichtheberin.

## Karriere
Sie gewann bei den Asienmeisterschaften 2004 in Almaty in der Klasse bis 48 kg die Silbermedaille im Zweikampf. Außerdem konnte sie Silber im Reißen und Bronze im Stoßen gewinnen. Im selben Jahr nahm sie an den Olympischen Spielen in Athen teil, bei denen sie den vierten Platz erreichte. Allerdings wurde sie bei der anschließenden Dopingkontrolle positiv auf anabole Steroide getestet und disqualifiziert. Der Weltverband IWF sperrte sie für zwei Jahre.